# Tadeusz Dolny
Tadeusz Dolny (* 7. Mai 1958 in Sobótka, Polen) ist ein ehemaliger polnischer Fußballspieler.

## Vereinskarriere
Seine Profikarriere startete Tadeusz Dolny 1976 beim polnischen Rekordmeister Górnik Zabrze. 1984 wechselte er zum Ligakonkurrenten Górnik Wałbrzych. Hier spielte er drei Saisons lang, bevor er 1987 zum damaligen Zweitligisten Odra Wodzisław Śląski wechselte. Von 1989 bis 1990 ließ er seine Karriere in den USA ausklingen.

## Nationalmannschaft
Er bestritt insgesamt 7 Spiele für Polen.
Dolny debütierte am 2. September 1981 in Chorzów gegen Deutschland (0:2) und absolvierte sein letztes Spiel für Polen am 4. September 1985 in Brno gegen Tschechoslowakei (1:2).

## Erfolge
- WM-Dritter (1982)
- WM-Teilnahme (1982)

| Personendaten    | Personendaten             |
| ---------------- | ------------------------- |
| NAME             | Dolny, Tadeusz            |
| KURZBESCHREIBUNG | polnischer Fußballspieler |
| GEBURTSDATUM     | 7. Mai 1958               |
| GEBURTSORT       | Sobótka, Polen            |